# Królewskie (Ostrzeszów)
Pour les articles homonymes, voir Królewskie.
Królewskie est une localité polonaise de la gmina mixte et du powiat d'Ostrzeszów en voïvodie de Grande-Pologne. Elle se trouve à environ 134 km au sud-est de Poznań, la capitale régionale.

## Géographie

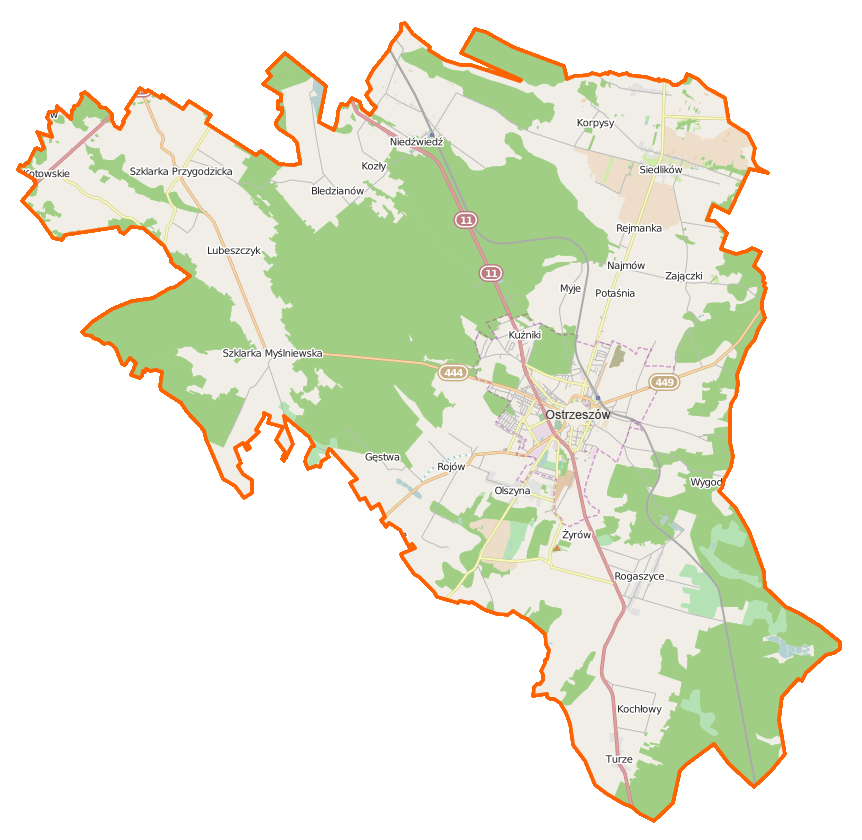
Carte de la gmina d'Ostrzeszów.